# Savva Vetokhine
Pour l’article homonyme, voir Youri Vetokhine.
Savva Vetokhine est un joueur d'échecs russe né  le 9 février 2009 à Moscou, grand maître international et vainqueur du tournoi de Sitges en 2024.
Au 1er février 2025, il est le 29e junior mondial avec un classement Elo de 2 533 points.

## Biographie et carrière
Savva Vetokhine remporte  championnat du monde d'échecs de la jeunesse dans la catégories moins de dix ans en septembre 2019.
En décembre 2024, il remporte le tournoi open de Sitges en Espagne après un match de départage contre Ido Gorshtein.